# Блокада (фильм, 2005)
«Блока́да» — полнометражный документальный фильм Сергея Лозницы о военной блокаде Ленинграда, созданный в 2005 году из аутентичной кинохроники Санкт-Петербургской студии документальных фильмов. В картине реконструирован лишь звук — шумы улицы, голоса людей, хруст снега, сигналы воздушной тревоги, взрывов и огня.

## Хронология
Жизнь города, готовящегося к обороне. Траншеи на площадях, меры противовоздушной обороны: развёртывание зенитной артиллерии, аэростатов, светомаскировка.
Первые разрушения от бомбёжки, пожарища. Раненые и погибшие. Разбор руин. Газеты, агитационные плакаты. Доска объявлений о продаже или мене домашней утвари на папиросы и продукты. Застывший на улицах обледеневший транспорт, сани с запелёнутыми трупами. Тела на снегу. Добыча воды из лунок и канав. Разборка деревянных строений на дрова. Братские могилы.
Победа. Городские гулянья, праздничный салют, фейерверки. Казнь немецких солдат на площади.

## История создания
Ленинградские кинооператоры сразу стали снимать войну как трагедию — впервые в истории фронтовой кинохроники… операторы, совершенно независимо друг от друга, пытались показать, как человек сопротивляется страшным мукам голода, холода и отчаяния…
Хронику снимали оставшиеся в блокированном городе операторы Ленинградской студии кинохроники и «Лентехфильма», а также не эвакуированные операторы «Ленфильма», позже, в апреле 1942 года организованные в Ленинградскую объединённую киностудию. С середины декабря 1941 года, когда совсем не стало электричества и операторы, разобрав камеры и плёнку по домам, продолжали снимать на свой страх и риск, по велению души, без особой надежды увидеть это когда-либо на экранах. Сохранившуюся в архиве студии кинохронику увидел С. Лозница незадолго до своего отъезда в 2001 году в Германию:
Я был потрясён и решил, что с этим надо что-то делать, но два года не мог приступить к работе. Я решил выстроить фильм по вектору умаления жизни и усиления смерти. При этом я старался отбирать только такой материал, который, оставляя за кадром военные усилия и подвиги, показывал обыденную жизнь гражданского населения.Сергей Лозница для «Русской службы Би-би-си» февраль 2006
Кроме архивных материалов от конца августа 1941 года до салюта 27 января 1944 года в честь снятия блокады режиссёром были отобраны фрагменты советских документальных фильмов: «Ленинград в борьбе» (1942), «Приговор народа» (1943), «Подвиг Ленинграда» (1959), «900 незабываемых дней» (1964).
Я смотрел много фильмов о блокаде, в которых есть текст, музыка. И я понял, что музыка и текст мешают мне вглядываться в изображение. Быстрый монтаж мешает смотреть. Поэтому, планы, которые я брал, я старался использовать их максимальную длину. Что, кстати, было довольно сложно, поскольку сами по себе они довольно короткие. Самый длинный план в картине — 20 секунд. Остальные в среднем 8—9 секунд.Сергей Лозница, «Дирижабль» апрель 2006
Два с половиной года длившаяся блокада умещена автором в почти последовательный годичный цикл: позднее лето сменяет осень, затем наступает зима, а звук делает монтажные соединения в картине практически незаметными. «Озвучание» выполнялось на литовской студии «Кинема». Какие-то звуки были взяты из архива, недостающие записывались специально. Несмотря на то что время от времени слышны звуки человеческого голоса, речь не артикулирована — слышен её интонационный рисунок, но не слова.
 Работа была осуществлена при государственной финансовой поддержке Федерального агентства по культуре и кинематографии.

## Создатели фильма
- Режиссёр: Сергей Лозница
- Звукорежиссёр: Владимир Головницкий
- Монтаж: Сергей Лозница
- Работа с архивом: Сергей Гельвер
- Синхронные шумы: Витаутас Леиструмас, Гиедрюс Киела
- Директор: Нелли Левитская
- Продюсер: Вячеслав Тельнов

Операторы
- Николай Блажков
- Яков Блюмберг
- Ансельм Богоров
- Анатолий Быстров
- Василий Валдайцев
- Наум Голод
- Борис Дементьев
- Николай Долгов
- Леонид Изаксон
- Олег Иванов
- Сергей Иванов[комм. 3][11]
- Роман Кармен
- Аркадий Климов
- Александр Ксенофонтов
- Вениамин Левитин (в титрах — Лев Левитин)
- Эдуард Лейбович
- Виктор Максимович
- Серафим Масленников
- Леонид Медведев
- Анатолий Назаров
- Павел Паллей
- Филипп Печул
- Анатолий Погорелый
- Георгий Симонов
- Борис Синицын
- Владислав Синицын
- Яков Славин
- Борис Соркин (также — как Борис Сорокин)
- Константин Станкевич
- Владимир Страдин
- Владимир Сумкин
- Глеб Трофимов
- Ефим Учитель
- Сергей Фомин
- Евгений Шапиро
- Борис Шер
- Герман Шулятин

## Премьерные показы в разных странах
- 2005 — XI Международный кинофестиваль «Сталкер» (Россия)[12]
- 2006 — 41-й Международный кинофестиваль в Карловых Варах (Чехия)[13]
- 2006 — 34-й Международный кинофестиваль в Ла Рошели (Франция)[14]
- 2006 — 49-й Международный фестиваль документального и анимационного кино в Лейпциге (Германия)[15]
- 2006 — 8-й Братиславский международный кинофестиваль (Словакия)[16]
- 2012 — 36-й Международный кинофестиваль в Сан-Паулу (Бразилия)[17]

## Награды
- Приз жюри кинофестиваля «Сталкер» (Москва, 2005)
- Приз жюри киноведов и кинокритиков на кинофестивале «Сталкер» (Москва, 2005)
- Национальная премия Гильдии киноведов и кинокритиков России «Белый слон» в номинации «Лучший документальный фильм года» (2005)[18][19]
- Национальная кинопремия «Ника» в номинации «Лучший неигровой фильм» (2006)[20]
- Гран-при имени Ларисы Роднянской за лучший фильм международной конкурсной программы кинофестиваля «Контакт» (Киев, 2006)
- Второй приз за лучший полнометражный документальный фильм на международном кинофестивале документальных фильмов в Мадриде (2006)
- Премия Правительства Санкт-Петербурга в области литературы, искусства и архитектуры за 2005 год
- Гран-при «Золотой Дракон» 46-го международного кинофестиваля в Кракове (2006)
- Приз жюри на международном кинофестивале «Послание к человеку» (Санкт-Петербург, 2006)
- Приз за лучший документальный фильм из архивных материалов на международном кинофестивале в Иерусалиме (2006)
- Гран-при кинофестиваля «Окно в Европу» — «За лучший документальный фильм» (Выборг, 2006)
- Лучший полнометражный документальный фильм на Открытом фестивале документального кино «Россия» (Екатеринбург, 2006)
- Национальная премия «Лавровая ветвь» — «Лучший неигровой фильм на киноплёнке» (2006)[21]
- Международный фестиваль документального кино в Чикаго, премия Ари и Божены Цвейг за инновации (?)

## Критика
Коллективная память о блокаде десятилетиями настраивалась на «героическое» и «монументальное» согласно идеократической риторике недавнего прошлого. Лозница предложил иную историческую рецепцию блокадных лет, погрузившись в обыденность запредельного быта и бытия, в который был ввергнут осаждённый город с трёхмиллионным населением.
…показать, что это такое, довериться чистому изображению без всяких подпорок и закадровых пояснений, оставить зрителя наедине с кадром и быть уверенным, что прямое кино сработает, зацепит, разбудит в зрителе референта, о котором он и не подозревал, — такое режиссёрское решение требует огромной концептуальной работы, ни в коем случае не ограниченной лишь формальными задачами.
— Елена Стишова, «Искусство кино» № 5 2006

Хроника для Лозницы — самоценная стихия, и он предельно сужает вторжение в её ткань. Единое слово диктора, наложенное «поверх» изображения, стало бы здесь суетным и нецеломудренным, а для фильма — разрушительным. Кадр ценен здесь сам по себе, и нет нужды делать его красивее или эффектнее, а уж очищать от «лишнего» — прямо святотатство: чем больше будет в нём трепетного «сора жизни», тем точнее будет слепок того… «запечатлённого времени»
— Олег Ковалов, «Сеанс» сентябрь 2007

…последний эпизод публичной казни через повешение потряс многих, но, включив его и финальный титр в «Блокаду», Лозница ясно показывает не альтернативу мифу, а пределы работы с государственным блокадным архивом, пусть и в поисках правды.
— Наталия Арлаускайте, из сборника «Гетеротопии: миры, границы, повествование» 2015

## Комментарии
1. ↑  Фрагмент публичной казни немецких пленных и финальный титр «5 января 1946 года приговор 
был приведен в исполнение» взят Лозницей из послевоенной хроники.
2. ↑  Госприёмка готового фильма в Федеральном агентстве по культуре и кинематографии проходила «с бурными дебатами».
3. ↑  Сергей Васильевич Иванов ошибочно отнесён к операторам, в 1942—1944 годах он был начальником киногруппы Ленинградского фронта и режиссёром Ленинградской объединённой киностудии.